# 아렌느 프란시스

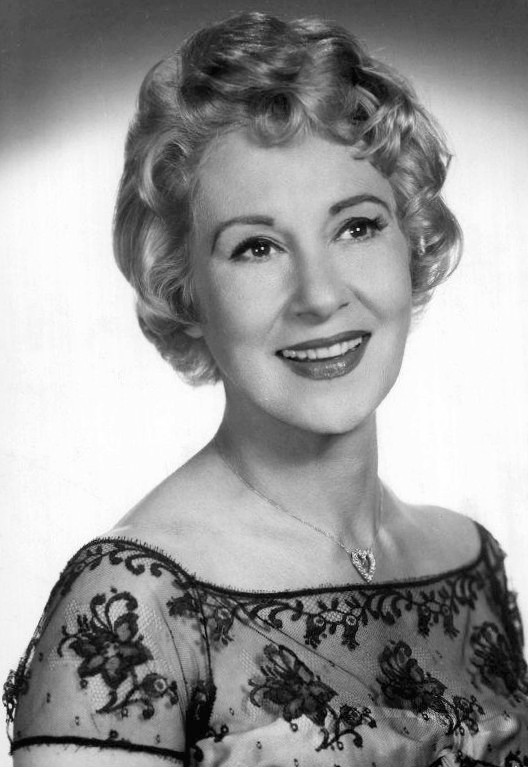

아렌느 프란시스(Arlene Francis, 1907년 10월 20일 ~ 2001년 5월 31일)는 미국의 자서전 작가, TV 사회자, 라디오 DJ, 연극 배우, 영화배우이다.
보스턴에서 태어났으며 샌프란시스코에서 사망하였다. 사인은 알츠하이머병이다.

## 영화
- 페도라 (1978년)
- 스릴 오브 잇 올 (1963년)
- 원, 투, 쓰리 (1961년)
- 스테이지 도어 캔틴 (1943년)
- 투 머치 존슨 (1938년)
- 루 모귀의 살인자 (1932년)